# Petra Dvořáková
Petra Dvořáková (* 12. listopadu 1977 Velké Meziříčí) je česká spisovatelka a scenáristka. Absolvovala střední zdravotnickou školu a pracovala jako zdravotní sestra; poté dálkově vystudovala filozofii na Filozofické fakultě Masarykovy univerzity.
V mládí trpěla anorexií, o čemž napsala autobiografickou knihu Já jsem hlad. Spolupracuje s Českou televizí, píše např. scénáře k dětskému pořadu Planeta YÓ.
Žila v Lavičkách u Velkého Meziříčí, nyní bydlí ve Znojmě; má syny Dominika a Vítka.

## Dílo
- Proměněné sny (2006) – kniha rozhovorů
- Já jsem hlad (2009) – Výpověď ženy dlouhodobě trpící mentální anorexií. Kniha zachycuje její vnitřní boj s nemocí, hledání víry, identitu formovanou hladem, vztah s katolickým knězem i zkušenost s vážnou nemocí dítěte. Text na pomezí beletrie a literatury faktu realisticky popisuje psychologické mechanismy poruchy příjmu potravy a ukazuje hlad jako prostředek sebekontroly i úniku.
- Julie mezi slovy (2013) – kniha pro mládež
- Flouk a Líla (2015) – kniha pro mládež
- Sítě – příběhy (ne)sebevědomí (2016) – Tři samostatné psychologické prózy o ženách s nízkým sebevědomím, které hledají cestu k sobě samým. V první povídce se Kristýna dostává do manipulativního vztahu s psychopatickým partnerem a skrze terapeutická sezení se snaží pochopit vlastní selhání a vnitřní konflikty. Druhý příběh sleduje Karolínu, matku čtyř dětí uvězněnou v manželství s náboženským fanatikem, která se snaží uniknout osudu své vlastní matky a v e-mailové korespondenci hledá smysl a sílu ke změně. Třetí próza vypráví o Nadi, zdravotní sestře posedlé svým vzhledem, jež se zaplete do eticky pochybných praktik v oblasti medicíny a bojuje s vlastní frustrací i touhou po moci. Všechny příběhy spojuje téma podřízenosti, tělesnosti a postupného osvobozování se z psychických a sociálních sítí.
- Každý má svou lajnu (2017) – kniha pro mládež
- Dědina (2018) – Román složený ze čtyř volně propojených příběhů odehrávajících se v malé vesnici na Vysočině. Prostřednictvím autentického nářečí zachycuje každodennost místních obyvatel, mezilidské vztahy, generační střety a proměny venkova.
- Chirurg (2019) – Hynek Grábl je lékař ve středním věku, který po profesním i osobním pádu pracuje v malé nemocnici a čelí důsledkům minulých chyb. Vyprávěný v ich-formě, příběh sleduje jeho každodenní život, krizi identity, manželské odcizení i pokus o nový začátek. Autorka zúročuje vlastní zkušenost ze zdravotnictví a nabízí autentický vhled do nemocničního prostředí.
- Vrány (2020) – Novela o dvanáctileté výtvarně nadané dívce Báře, která zažívá emocionální i fyzické strádání v rodině bez bezpodmínečné lásky. Vyprávění střídá perspektivu dcery a její prakticky orientované, chladné matky. Děj zobrazuje postupné zhoršování rodinné atmosféry a bezvýchodnost dívčina postavení.
- Kostelní oděvy (2020) – povídka v knize Krvavý Bronx
- Zahrada (2022) – Jarek, bývalý kněz ve středním věku, se po životním vyhoření uchyluje do opuštěné rodinné vily se zarostlou zahradou. V prostředí plném vzpomínek a ticha hledá duchovní rovnováhu a útočiště před minulostí. Příběh sleduje jeho každodenní zápas s osaměním, ztrátou víry a postupné odhalování osobní krize, která vrcholí znepokojivým chováním. Novela zkoumá téma víry, viny, identity a lidské samoty v kontextu vnitřního zápasu a společenského nepochopení.
- Pláňata (2023)[4] – Román odehrávající se na vesnici a v malém městě, zaměřený na osudy tří generací jedné rodiny. Příběh sleduje sestry Pavlínu a Janu, které se snaží vymanit z rodinné šedi, citového chladu a alkoholismu otce. Děj se odehrává na pozadí společenských změn po roce 1989 a ukazuje, jak složité je oprostit se od rodinných vzorců. Vyprávění střídá pohledy tří postav (Pavlíny, matky Aleny a otce Jirky) v ich-formě
- Návrat (2025)[5] – Román o dívce Janě, která vstupuje do kláštera v 90. letech s touhou najít víru, jistotu a lásku. V prostředí řeholního života se však potýká s pochybnostmi o víře, vlastním směřování a zakázaným citem k jiné ženě.
- Až vyjde první hvězda (2025) – kniha pro mládež

## Ocenění
- Magnesia Litera za publicistiku za knihu Proměněné sny 2007
- Zlatá stuha za knihu Julie mezi slovy
- Cena učitelů za přínos k rozvoji dětského čtenářství za knihu Julie mezi slovy
- „Absolutní vítěz“ cen Audiokniha roku za knihu Dědina